# Wiedza o społeczeństwie (ZSRR)
Wiedza o społeczeństwie (ros. обществоведение, Obszczestwowiedienije) – obowiązkowy przedmiot w szkołach średnich Związku Radzieckiego od lat 60. XX wieku do 1991 roku, w ramach którego prowadzono edukację obywatelską wraz z silną indoktrynacją propagandą komunistyczną.
W 2000 r. program i nazwa przedmiotu zostały zmienione i zastąpione przez ros. обществознание (obszczestwoznanije).

## Cele
Celem przedmiotu była propaganda komunistyczna i indoktrynacja radzieckich uczniów w kierunku marksizmu-leninizmu . Dyscyplina ta była ideologizowaną pseudonauką w służbie partii komunistycznej. Z jednej strony była to de facto nieco zmodyfikowana dla szerszego grona odbiorców, społeczno-polityczna interpretacja Krótkiego kursu WKP(b), a z drugiej strony ideologiczna odpowiedź na „burżuazyjną naukę" – socjologię.

## Historia powstania
W  uchwale KC KPZR O zadaniach propagandy partyjnej w obecnych warunkach ze stycznia 1960 r. uznano konieczność wprowadzenia do starszych klas szkół średnich oraz uczelni wyższych przedmiotu „podstawy wiedzy politycznej", który koncentrował się na omówieniu poszczególnych elementów marksizmu-leninizmu oraz wybranych przepisów Konstytucji ZSRR. Nowy przedmiot pod nazwą obszczestwowiedienije pojawił się w szkolnych programach w 1963 r., a pierwszy podręcznik szkolny do przedmiotu przygotowała grupa autorów pod kierunkiem Gieorgija Szachnazarowa. W latach 1963–1982 ukazało się 20 kolejnych wydań, a w 1980 książka została uhonorowana Nagrodą Państwową ZSRR.

## Treść
Program nauczania zawierał m.in. następujące treści:
1. materializm dialektyczny i materializm historyczny jako podstawa światopoglądu naukowego,
2. socjalizm jako pierwsza faza społeczeństwa komunistycznego,
3. Komunistyczna Partia Związku Radzieckiego jako naczelna i kierownicza siła społeczeństwa radzieckiego,
4. drogi stopniowego przerastania socjalizmu w komunizm,
5. XX wiek – wiek zwycięstwa komunizmu[2] .

Podręcznik pod redakcją Szachnazarowa obejmował trzy części składowe marksizmu według Lenina: 1) podstawy filozofii marksistowsko-leninowskiej, 2) podstawy marksistowskiej ekonomii politycznej i 3) podstawy naukowego komunizmu. Po rozpadzie ZSRR przedmiot „Obszczestwowiedienije” został zniesiony.

## Pochodzenie i znaczenie terminu
W języku rosyjskim słowo obszczestwowiedienije, użyte jako nazwa nowego przedmiotu szkolnego, było neologizmem wymyślonym przez Władimira Suchodiejewa. Zdaniem Iny Szumskiej, w słowniku rosyjsko-polskim to słowo nie do końca trafnie przetłumaczono na język polski jako „nauka o społeczeństwie" i/lub „socjologia". Niektórzy autorzy tłumaczą rosyjskie słowo obszczestwowiedienije jako „społecznoznawstwo”.